# Schistostemon dichotomum
Schistostemon dichotomum är en tvåhjärtbladig växtart som först beskrevs av Ignatz Urban, och fick sitt nu gällande namn av José Cuatrecasas. Schistostemon dichotomum ingår i släktet Schistostemon och familjen Humiriaceae. Inga underarter finns listade i Catalogue of Life.